# Erna Morena
Erna Morena (rodným jménem Ernestine Maria Fuchs, 24. dubna 1885 – 20. července 1962) byla německá filmová herečka, producentka němých filmů.

## Život
Narodila se 24. dubna 1885 Eugenii Fuchsové a Friedrichu Fuchsovi. Měla mladšího bratra Friedricha, který se stal brentanovským badatelem.
V 17 letech odešla do Mnichova na uměleckoprůmyslovou školu. Později strávila půl roku v Paříži a v roce 1909 se přestěhovala do Berlína, kde pracovala jako zdravotní sestra.
Navštěvovala hereckou školu Německého divadla v Berlíně. Působila zde v malých rolích a začala používat umělecké jméno Erna Morena.
Ve filmu debutovala v roce 1913 ve filmu The Sphinx režiséra Eugena Illése. Její plat zde činil 500 marek měsíčně, tedy asi 2 016 eur.
Pracovala pod vedením známých režisérů, jako byli Paul Leni, Richard Oswald, Robert Wiene, F. W. Murnau a Georg Wilhelm Pabst, a hrála po boku významných herců, jako byli Conrad Veidt, Emil Jannings, Reinhold Schünzel a Werner Krauss.
Pokoušela se také o producentskou práci. V roce 1918 založila v Berlíně společnost Erna Morena Film GmbH, v níž ji podporovalo několik přátel, s nimiž produkovala němé filmy Colomba (1918) a Die 999. Nacht (1920).
V letech 1915 až 1921 byla provdána za spisovatele Wilhelma Herzoga. Měli spolu jedno dítě, dceru Evu-Marii.
Hrála roli manželky konzistoriálního rady v nacistickém propagandistickém filmu Žid Süß. Naposledy se ve filmu objevila ve filmu Immortal Beloved (1951).
Zemřela 20. července roku 1962. Pohřbena byla vedle své matky na Winthirfriedhofu v Mnichově. Její dcera Eva-Maria byla po své smrti v roce 2007 pohřbena spolu s nimi.